# エレファント重駆逐戦車
エレファント重駆逐戦車、制式番号：Sd.Kfz.184は、第二次世界大戦で使われたドイツの駆逐戦車である。
初期名称は 8.8cm43式2型対戦車砲搭載突撃砲（Sturmgeschütz mit 8.8cm Pak43/2）、またはティーガー(P)戦車駆逐車(Panzerjäger Tiger (P))であったが、1943年2月6日の会議でフェルディナント（"Ferdinand"）と正式に命名され、1944年2月27日にヒトラー総統の提案によりエレファント (Elefant) と改称された。

## 開発

エレファントの原型、VK4501(P)

1942年10月、ポルシェとヘンシェルの2社でティーガーの試作車の競争試験が行われ、結果としてヘンシェル社のVK4501(H)が採用された。
すでにこの試験以前にヒトラー総統に気に入られていた設計者であるフェルディナント・ポルシェのVK4501(P)には、審査結果を待たずに90輌分の車台の生産許可がおりていて、クルップ社が100輌分の装甲板を納入済みであった。不採用によって浮いたこの車台が無駄になることを避けるため、主砲として 8.8cm PaK43/2 を装備し、200 mm の前面装甲を持つ、重防御の駆逐戦車が作られることになった。
車体はVK4501(P)と同じものながら、後部に大きな戦闘室を設ける関係で機関室が前方に移され、発電用エンジンも信頼性の高いマイバッハ製水冷式ガソリンエンジン（マイバッハ HL120TRM 4ストロークV型12気筒、出力265馬力）2基に換装された。
本車の最大の特徴は、駆動装置に電動モーターを使用する電気式を採用していることであり、そこには過大な力を受け止めるトランスミッションが不要であった。当時は50トンを超えるような重戦車を故障をおこさず動かせるトランスミッションの製作は困難であり、ポルシェはその問題の解決方法としてこのシステムを採用した。電気式（ガス・エレクトリック）では、ガソリンエンジンで発電機を動かし、発生した電気でモーターを作動するので、トランスミッションが不要となり、無段階変速できる利点があった。
一方で、ガソリンエンジンで直接駆動する場合よりエネルギー効率が低下するため、急斜面での登坂力が不足するなどの問題も生じている。また、左右動輪を別々のモーターで駆動するにあたって、当時の技術では2つのモーターを同調させることが難しかったため「まっすぐ進む」ということも苦手であった。
このように問題点も多いものの、本車はギアチェンジが無用であるという操縦性の利点から決して不評ではなく、むしろトラブルは少ないとする運用部隊からの報告もある。従来型の機械式トランスミッションによる駆動方式は、パンター（45トン）以降の重量級戦車においてファイナルギア（最終減速機）の故障による稼働率の低下が顕著で、ドイツ軍における重大な問題であり、特にティーガーII（70トン）ではより重大な問題になった。
しかしながら、モーターの量産に貴重な銅が消費されることは資源の乏しいドイツにとって大きな問題であり、ティーガー(P)では不採用の一因となった。さらに、防磁されていない大型モーターが原因で無線にノイズが入るという問題も発生し、これは最後まで解決していない。

## 運用

### フェルディナントの実戦投入

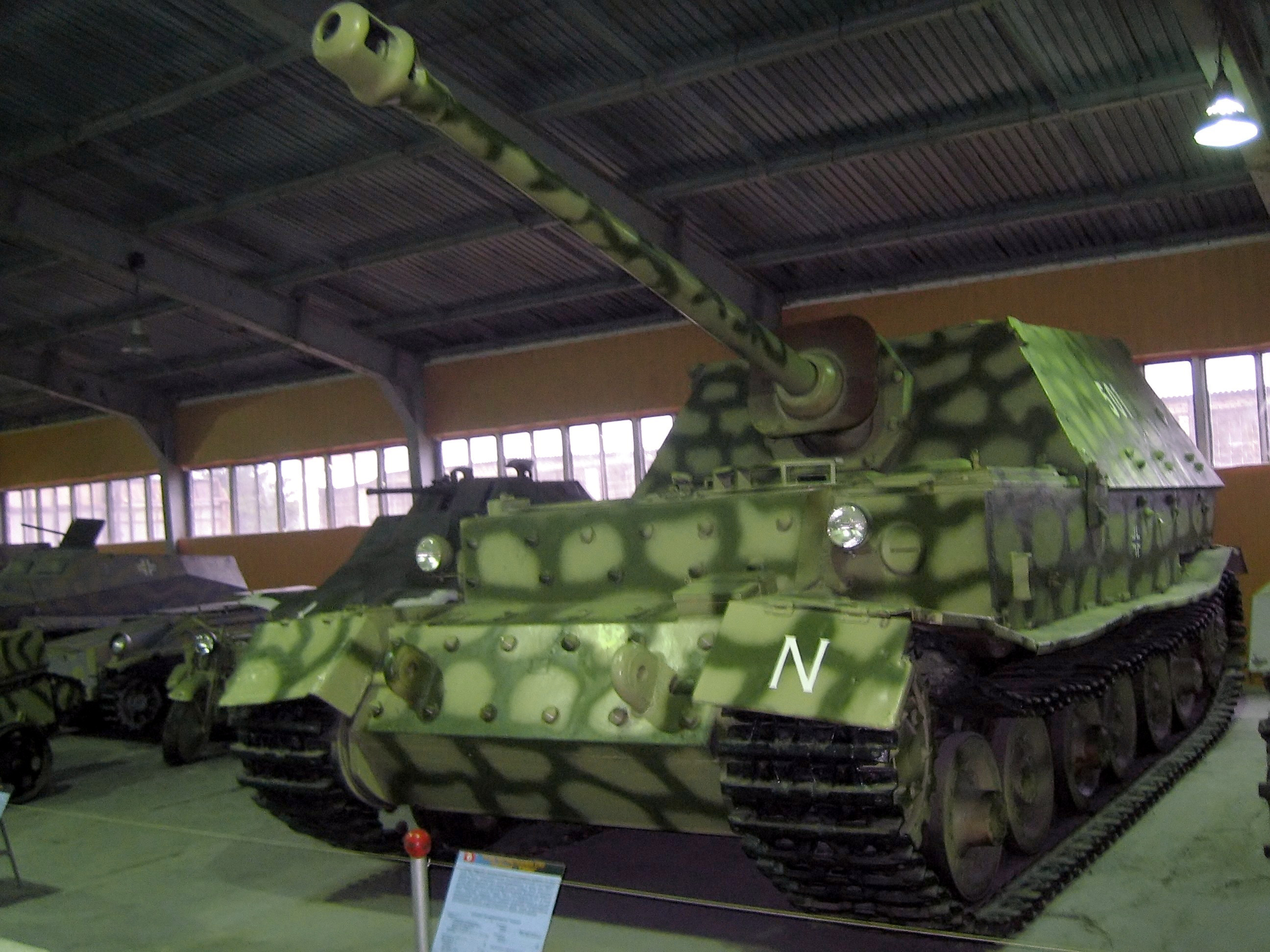
クビンカ戦車博物館に現存する、第654重戦車駆逐大隊、カール・ハインツ・ノアク大尉の大隊長車マーキングが施されたフェルディナント

本車は、フェルディナント・ポルシェの名前にちなんで「フェルディナント」と名付けられ、1943年5月までに90輌が生産されて第653及び第654重戦車駆逐大隊に配備された。両大隊は第216突撃戦車大隊とともに第656（重）戦車駆逐連隊を構成して1943年7月のツィタデレ作戦へ投入された。
ツィタデレ作戦直前の1943年7月4日には89輌のフェルディナントが連隊に存在した。7月5日から14日までに19輌が全損となった。半数は地雷による足回り損傷のため放棄、残りは砲撃による損傷と、機関室に飛び込んできた土砂のため電気系統のショートによる火災発生が4件、また航空爆弾の直撃と、機関室通気用グリルへの重砲弾直撃による全損が1件ずつだった。当時のクルスク一帯に張り巡らされた防御陣地は、鉄条網、対戦車壕、地雷原と対戦車砲陣地パックフロントが縦深配置され、強力な砲撃支援が行われる非常に強固なものであった。8月1日までにさらに20輌が全損、その大半は行動不能になった車輌の回収が叶わず、乗員により自爆処分になった物であった。この時点で連隊のフェルディナント保有台数は50輌、うち稼働26輌、修理中は24輌だった。故障や損傷によって行動不能になった車輌は最大限の努力を払って回収され、前線の整備中隊の努力による部隊への復帰が試みられたが、部品の不足や後退に修理が間に合わないことにより、爆破処分により失われる物も多かった。
作戦開始から8月6日までに、連隊全体で敵戦車502輌と野砲約100門、対戦車砲20門の撃破を報告した。8月26日には、激しい損害を受けた連隊は、ドニエプロペトロフスクへ休養と整備のために後退した。この際、損害の大きかった第654重戦車駆逐大隊はヤークトパンター装備に改編するため残存車輌を第653重戦車駆逐大隊に引渡して後退した。このため、これ以降フェルディナントを運用している部隊は第653重戦車駆逐大隊のみとなった。
11月5日、第653重戦車駆逐大隊の戦果報告は、敵戦車582輌、対戦車砲344門、火砲133門、対戦車銃103丁、航空機3機、装甲偵察車3輌、突撃砲3輌に達した。さらに11月25日、2輌のフェルディナントは54輌の敵戦車を撃破した。11月29日の時点で、各車の走行距離は2,000kmを記録し、同隊はオーバーホールのため西方のザンクト・ペルテンへ撤退を命じられた。
用兵側からの評価は大変高かった。7月17日のグデーリアンの作成書類では、多大の損失を出しつつも常に目標を達成したと述べられている。3線陣地を5km進出し突破したものの、歩兵が砲撃に阻まれ後続できず、突破をさらに拡大する予備戦車もなかった。7月25日、大隊所属の指揮官の評価では突撃砲に並び、最高かつ最強の兵器であると報告されている。
反面、足回りのゴム部品や履帯の消耗が早く、発電用エンジンの出力不足と寿命の短さ、エンジングリルから飛び込んでくる弾片や泥などが原因で電気系がショートして炎上する問題が報告されている。7月25日のフェルディナント・ポルシェあての報告では、500kmを走行して懸架装置のトラブルは見られず、壊れたものは地雷による破損であると述べられている。ただしエンジンの故障は多く、バルブ破損、ピストン粉砕、亀裂が入るなどがみられた。これはエンジン出力に余裕がないためであった。
装甲と火力によって敵中深く進出し、地雷・砲撃等で孤立した車輌は、機銃を標準装備していなかったために歩兵の肉迫攻撃を受ける可能性があったが、動けなくなった物をKS焼夷液を発射するアンプロメットで炎上させるならまだしも、生きているフェルディナントを肉迫攻撃だけで倒したケースは、わずか1件のみである。ただし、車体機銃や同軸機銃といった対歩兵武装の欠如は報告書でも指摘されており、「エレファント」では車体前部に機銃が増設されている。
特に、地雷などによる足回りへの被害で行動不能になると大重量から回収が困難となり、むざむざ修理可能な車輌を自爆・放棄することとなり、ポヌイリ駅周辺の戦闘では地雷原により第654大隊の所属車輌が多数失われた。にもかかわらず敵戦車との戦闘で失われた物は、近距離から7輌のT-34と4門のZIS-3野砲の集中射撃で、車体下部側面を撃ち抜かれた1輌以外記録されていない。
本車の戦闘力はソ連軍に大きな衝撃を与え、以来戦闘室が後部にあるドイツ軍の自走砲全体を、何でも「フェルジナント」（フェルディナントのロシア語読み）と総称するなど、強力な対戦車車輛の代名詞となった（このため、ソ連軍の報告で「フェルジナント撃破」とあっても、それはエレファントではなく他の自走砲や駆逐戦車である場合が多いため、注意が必要である）。

### エレファントへの改修

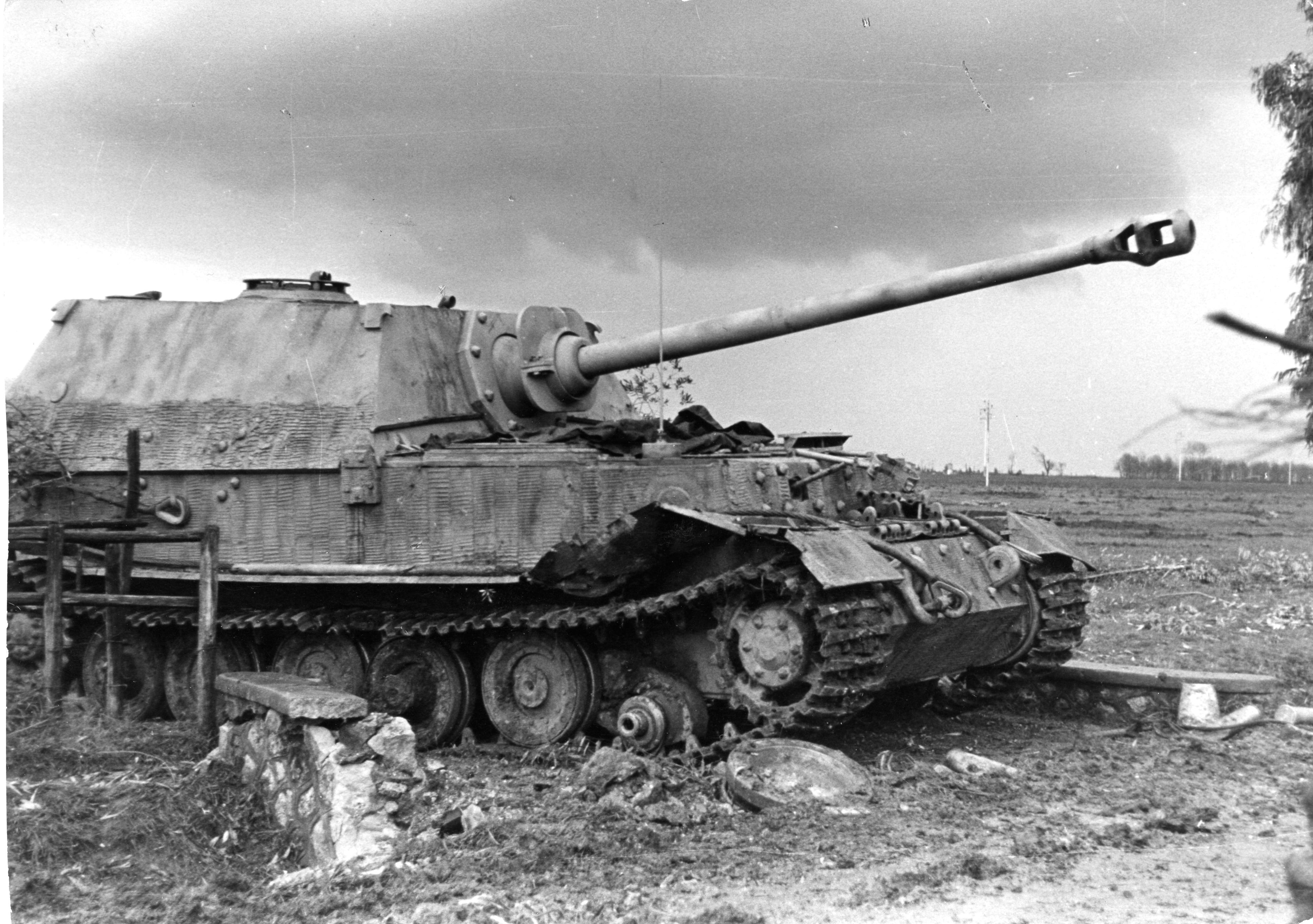
1944年2月29日、イタリア戦線のネットゥーノ橋頭堡攻撃に投入され、地雷を踏んで放棄された第653重戦車駆逐大隊第1中隊所属、グスタフ・コス曹長のエレファント

1943年11月29日に第653重戦車大隊がザンクト・ペルテンに後退した後、残存していた48輌のフェルディナントに対し、車体前面の機銃と車長用キューポラを装備、履帯を変更、機関室上面のグリルの防御を強化するなどの改修が行われた。これとほぼ同じタイミングで、アドルフ・ヒトラーの命令により「エレファント」と改称された。改修を終えたエレファントは1944年2月に第653重戦車駆逐大隊に復帰した。
第653重戦車駆逐大隊第1中隊のエレファント11輌はアンツィオの戦いに参戦するためイタリア戦線へ投入されたが少しずつ消耗。1944年6月にローマ郊外での10時間にわたる戦闘で、生き残りの2輌のエレファントがアメリカ軍戦車50輌を相手に戦い、うち30輌を撃破するなど奮戦したことが記録されているが、月末にはそれらも同戦線より撤収、東部戦線に復帰していた第653重戦車駆逐大隊本部および第2・第3中隊に合流した（この2つの中隊にはティーガー(P)戦車、ベルゲパンターD型にIV号戦車の砲塔を載せた指揮戦車、T-34改造対空戦車といった珍しい車輌が装備されていた）。
しかしソ連軍の夏季攻勢・バグラチオン作戦において、第1ウクライナ方面軍を迎え撃ちポメラニア/ロガーチン戦区で奮戦したものの、故障や足回りの損傷により回収できない車輌の放棄があいつぎ、同年8月1日までに戦力の六割を喪失、エレファントは12輌に減り、同隊のティーガー(P)やベルゲパンター、T-34改造車の全ては失われた。第653重戦車駆逐大隊には1944年10月にヤークトティーガーへの改編命令が出され、イタリアから戻った2輌を加えた14輌のエレファントは、第2中隊改め第614重戦車駆逐中隊に集められ、第653重戦車駆逐大隊第1中隊・第3中隊と別れて引き続き東部戦線で独立運用された。1945年4月下旬にもまだ4輌が稼動しており、ベルリン近郊・ツォッセンでの戦闘が記録されている。

## 評価
フェルディナント/エレファントに対する評価は、1980年代までの古い資料では「鈍重でトラブルが多くて使い物にならない」とするものが多かった。しかし1990年代後半以降は、新たに見つかったドイツ軍の運用側の報告書やソ連軍側の調査記録などから、前述のように実際には電動駆動装置のトラブルは多くなかったことや、その戦闘力が敵味方共に非常に高く評価されていたことが判明している。またクルスクの戦いでのフェルディナントも、古い資料ではソ連の肉攻班による白兵攻撃によって大損害を出したようなイメージがあったが、戦場に放棄されたものを調査し、撃破の原因を確認したソ連側の資料が公開・日本語に翻訳され、これもまた事実と異なっていたことが判明している。
本車の故障の原因は、もともと45トン級戦車向けに作られた足回り部品が、設計値以上の大重量で使用されたことによる損耗が激しかったことによる。半月に一度ほどのオーバーホールが必要であるものの激戦のためにそれが叶わず、故障が発生しても電気駆動方式であるが故に修理には内燃機関のほか電装品も必要であった。補給もままならない状況では修理が困難で、その大重量故に回収・後送も困難であったため、損傷／故障すると些細なものであっても自爆放棄に至るというケースが、1944年の戦闘における損失理由の多くを占めたようである。

## バリエーション
ティーガー(P)戦車回収車
Bergepanzer Tiger(P)
ティーガー(P)の砲塔を撤去しフェルディナントのようにエンジンを車体中央に移動、後部に増設された小型戦闘室前面にMG34機銃を装備した、ティーガー(P)戦車回収車が3両ないし5両造られている。車体前面装甲はティーガーと同じ100 mm のままで、エンジンや砲交換用の組み立て式人力小型クレーンや、泥濘地脱出用の角材を搭載する程度で、動力ウィンチなどは装備されていない。本車両も第653重戦車駆逐大隊だけに配備され運用された。

## 現存車両
生産された90両の内、第二次世界大戦を生き残った車両として、2両の現存が確認されている。
1両は1943年のクルスクの戦いで赤軍（ソビエト連邦）によって鹵獲された車両で、改修前の「フェルディナント」であり、現在はロシアのクビンカにあるパトリオット・パークで展示されている。
もう1両は1944年のアンツィオの戦いに際してアメリカ陸軍によって鹵獲された車両（「エレファント」）で、その後は性能試験を経てアメリカ陸軍兵器博物館の所蔵品となっている。屋外に展示されていたため2000年代になると外装は錆が目立つようになり、2007年から2008年にかけて、塗装の再現、弾痕の強調などを含む展示用のオーバーホールがされており、その模様はドキュメンタリー番組のTank Overhaulで取材されている。この車両は2016年末にイギリスのボービントン戦車博物館への貸し出しが発表され、2017年春から2019年1月にかけて同博物館の展示企画である「Tiger Collection」のひとつとして、同博物館が所蔵するティーガーI、ティーガーII（ヘンシェル砲塔、ポルシェ砲塔の計2両）、ヤークトティーガーと一堂に会して展示された。

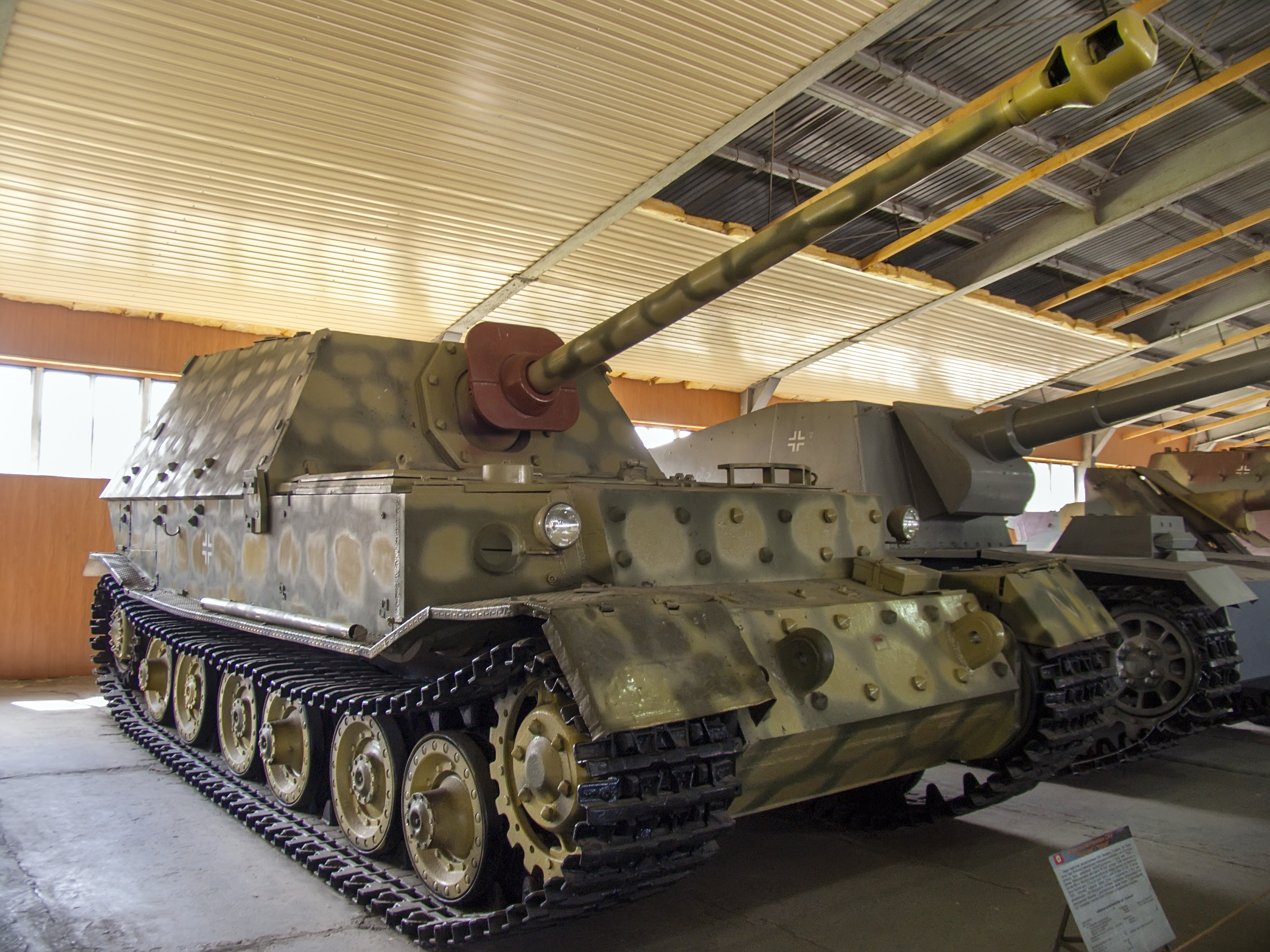
クビンカ戦車博物館で展示されていたフェルディナント。エレファントに改修される前の車両で、前面に機銃用の穴を持たない。
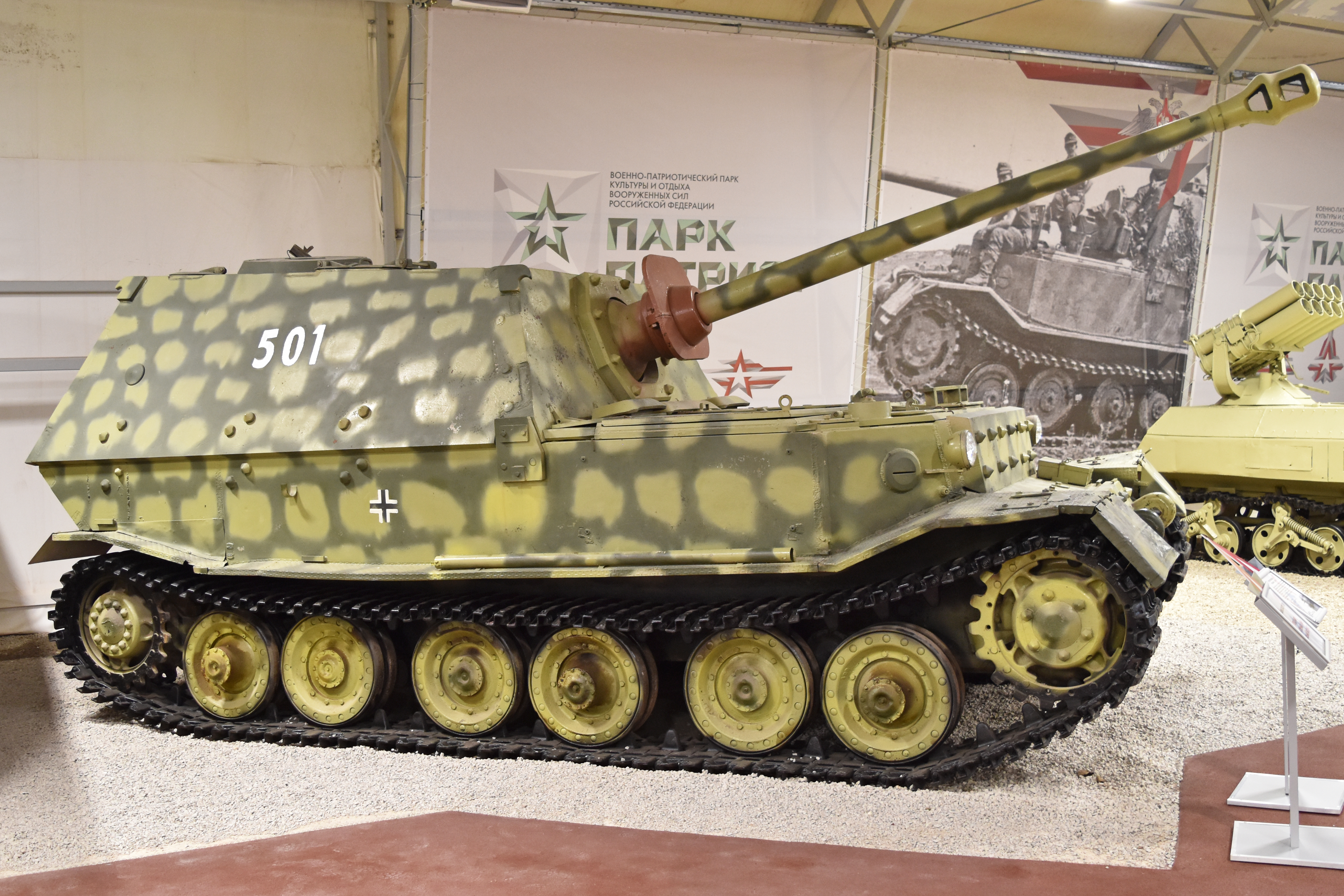
パトリオット・パークに移されたフェルディナント。
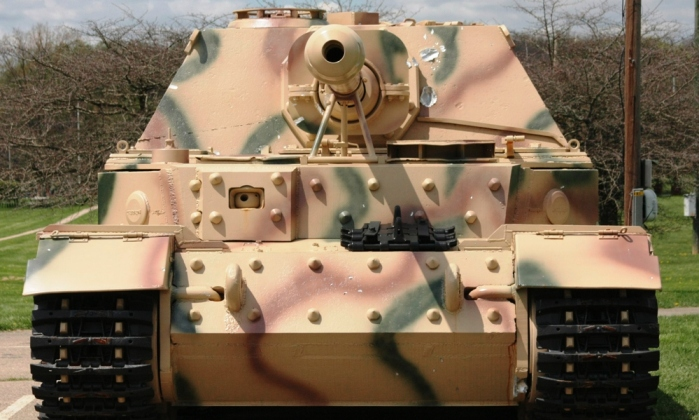
アメリカ陸軍兵器博物館のエレファント。写真の車両は展示用のオーバーホール後の状態。アンツィオの戦いで擱座した要因となったと考えられている左前輪付近の破損などは残した状態で保存されている。
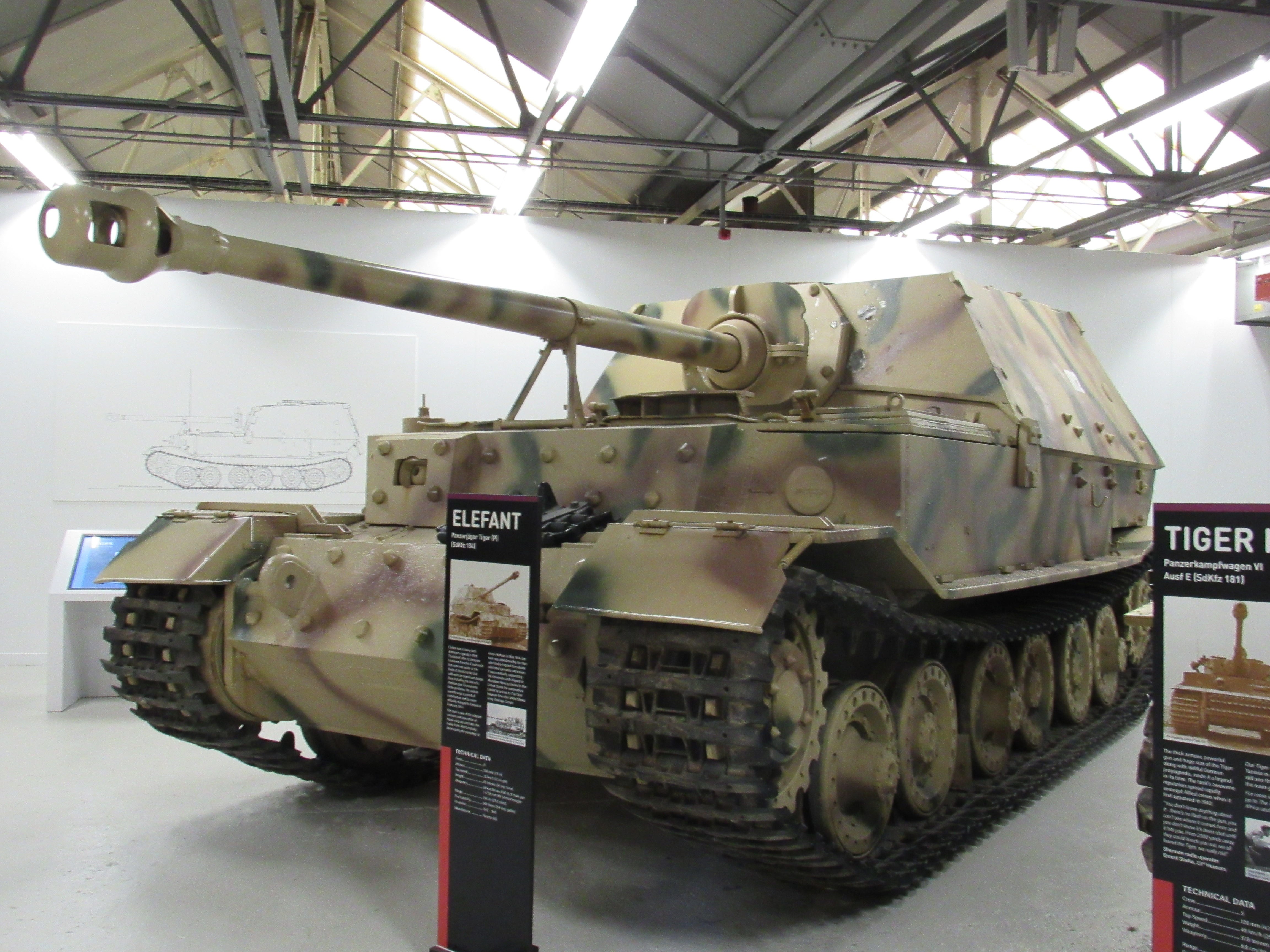
ボービントン戦車博物館に貸し出されて展示されているエレフェント。